# Écouché-les-Vallées
Écouché-les-Vallées é uma comuna francesa na região administrativa da Normandia, no departamento de Orne. Estende-se por uma área de 41.23 km². Em 2010 a comuna tinha 2 228 habitantes (densidade: 54 hab./km²).
Foi criada em 1 de janeiro de 2016, a partir da fusão das antigas comunas de Batilly, La Courbe, Écouché (sede da comuna), Loucé, Saint-Ouen-sur-Maire e Serans. Em 1 de janeiro de 2018, a comuna de Fontenai-sur-Orne também foi incorporada.